# Panteón Rococó
Panteón Rococó est un groupe mexicain de rock, originaire de Mexico.

## Histoire
En 2002, sort Compañeros musicales, dans lequel le groupe ratifie sa fraternité avec l'EZLN. Cet album est produit par le bassiste de Los Fabulosos Cadillacs, Flavio Cianciarulo, et comprend également quelques succès tels que La carencia et Esta noche. En 2004, ils présentent l'album Tres veces tres, enregistré entièrement en Argentine, avec la participation d'importants musiciens de la scène musicale latino-américaine.
En 2007, l'album homonyme Panteón Rococó arrive avec des chansons comme Acábame de matar ou Estrella roja, enregistré à Mexico et avec des musiciens comme Ofelia Medina, José Fors de La Cuca et Amilcar Nadal de Lumumba.
Panteón Rococó devient « l'un des rares groupes mexicains à remplir le Foro Sol » à l'Autódromo Hermanos Rodríguez de Mexico. Ils ne le font pas en un seul concert, mais en « trois nuits spectaculaires ».
Après le report de concerts pendant plus d'un an et entre deux occasions à la suite de la pandémie de Covid-19, ils se produisent finalement les 10, 11 et 12 décembre 2021, libres de toute restriction sanitaire. Les groupes Antidoping (du Mexique), The Skints (du Royaume-Uni) et Talco (d'Italie) ouvrent les concerts, tous dédiés aux genres ska, reggae et punk rock.

## Discographie

### Albums studio
- 1997 : Toloache pa' mi negra (démo)
- 1999 : A la izquierda de la Tierra
- 2002 : Compañeros musicales
- 2004 : Tres veces tres
- 2007 : Panteón Rococó
- 2010 : Ejército de paz
- 2012 : Ni carne ni pescado
- 2019 : Infiernos
- 2021 : Ofrenda

### Albums live
- 2005 : 10 años: Un panteón muy vivo
- 2015 : XX años

### Singles et EP
- 2014 : Viernes de webeo[4]
- 2016 : Fugaz (en vivo) (avec Rubén Albarrán)
- 2016 : La Dosis perfecta - single (re-edit) (avec Astros de Mendoza)
- 2017 : Mi Tierra (avec Ritmo Peligroso)

### Apparitions
- 1998 : Skuela de baile Vol. 1, avec le morceau L´América
- 1998 : Skuela de baile Vol. 2, avec le morceau Cúrame (Ver. '98)
- 2003 : Sin ton ni Sonia avec Sonia et La rubia y el demonio
- 2003 : Tributo a José Alfredo Jiménez XXX, avec le morceau Tu recuerdo y yo
- 2003 : Ofrenda a Rockdrigo González  avec le morceau Los intelectuales
- 2006 : Rigo es Amor, avec le morceau Lamento de Amor
- 2007 : Si el norte fuera el sur, avec le morceau Ricardo Arjona sur l'album Quién dijo ayer
- 2008 : Amo al Divo de Juárez avec Inocente Pobre Amigo
- 2011 : Carnaval Toda La Vida!: Tributo a LFC Vol.2 avec Gallo Rojo
- 2013 : Tengo Un Amor avec Genitallica et Inspector
- 2013 : Jose Jose - Un Tributo 2, avec le morceau No me digas que te vas en duo avec Liquits
- 2014 : Se creen muy artistas» avec La toma
- 2015 : Mi Tierra'', avec le morceau Ritmo Peligroso
- 2016 : Piel a Piel avec Aarón y Su Grupo Ilusión sur le morceau No Voy A Llorar
- 2016 : Juntos por la Sonora, avec La Sonora Dinamita
- 2018 : Se Roba A Grandes Artistas, avec le morceau Ladrón sur Sólo Sé